# 炎のロシア戦線
『炎のロシア戦線』（ほのおのロシアせんせん、英語:Days of Glory）は1944年のアメリカ合衆国の映画。当時、アメリカの同盟国であったソビエト連邦への支援、戦時国債を目的に製作されたプロパガンダ映画である。
ジャック・ターナーが監督を務めた本作は、グレゴリー・ペックの映画デビュー作でもある。
日本では劇場未公開だが、1963年8月24日にTBSにて『栄光の日々』という題でテレビ放送された。また、現在は株式会社ブロードウェイやコスミック出版からDVDが発売されている。

## キャスト
※括弧内は日本語吹替（テレビ版）
- ウラジミール：グレゴリー・ペック（石原良）
- ニーナ：タマラ・トマノヴァ（白川澄子）
- ミティア：グレン・バーノン（市川治）
- サーシャ：アラン・リード
- エレナ：マリア・パーマー

## スタッフ
- 監督：ジャック・ターナー
- 製作：ケイシー・ロビンソン
- 脚本：ケイシー・ロビンソン
- 撮影：トニー・ゴーディオ
- 音楽：ダニエル・アンフィシアトロフ、コンスタンティン・バカレイニコフ
- 編集：ジョセフ・ノリエガ

## ギャラリー

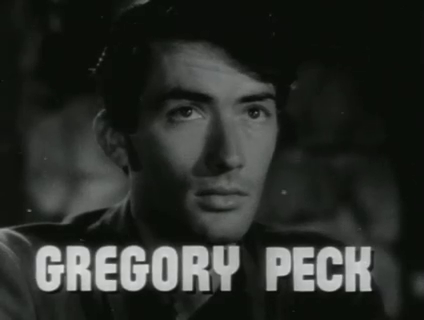
グレゴリー・ペック
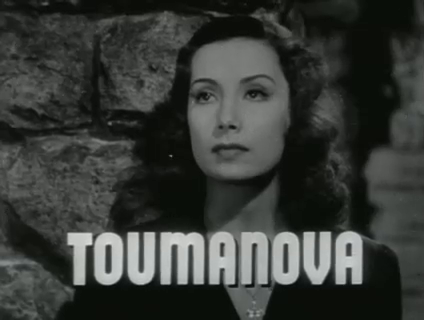
タマラ・トマノヴァ
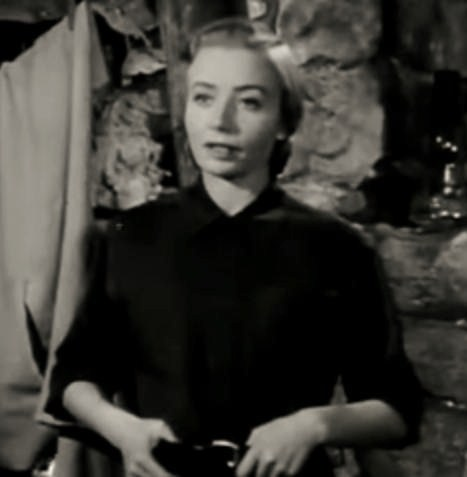
マリア・パーマー